# Lidlidda
Lidlidda is een gemeente in de Filipijnse provincie Ilocos Sur op het eiland Luzon. Bij de laatste census in 2010 telde de gemeente ruim 4 duizend inwoners.

## Geografie

### Bestuurlijke indeling
Lidlidda is onderverdeeld in de volgende 11 barangays:
| - Banucal - Bequi-Walin - Bugui - Calungbuyan - Carcarabasa - Labut | - Poblacion Norte - Poblacion Sur - San Vicente - Suysuyan - Tay-ac |

## Demografie
Lidlidda  had bij de census van 2010 een inwoneraantal van 4.398 mensen. Dit waren 600 mensen (15,8%) meer dan bij de vorige census van 2007. Ten opzichte van de census van 2000 was het aantal inwoners gegroeid met 376 mensen (9,3%). De gemiddelde jaarlijkse groei in die periode kwam daarmee uit op 0,90%, hetgeen lager was dan het landelijk jaarlijks gemiddelde over deze periode (1,90%).

De bevolkingsdichtheid van Lidlidda was ten tijde van de laatste census, met 4.398 inwoners op 33,84 km², 130 mensen per km².